# お医者さんごっこ

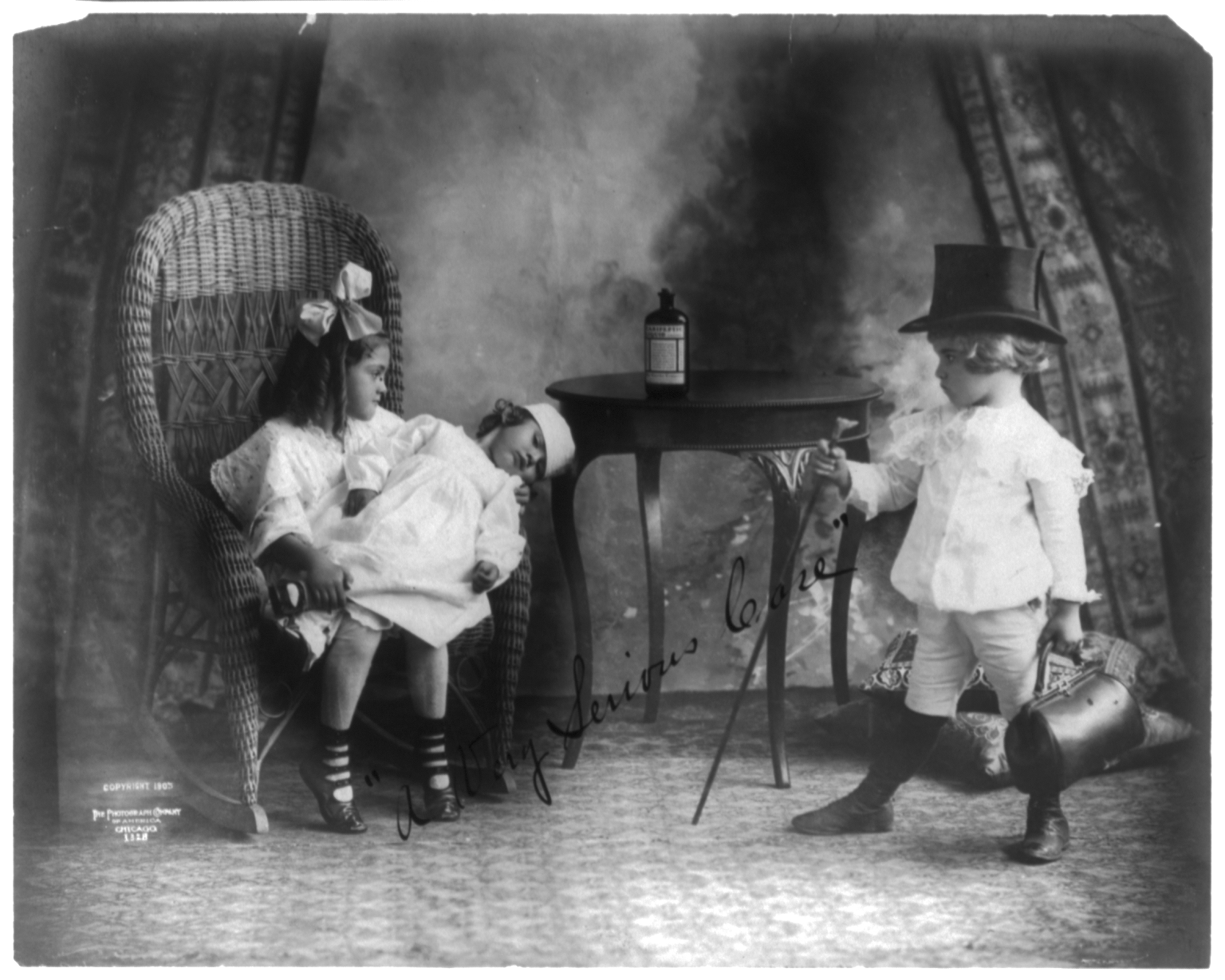
お医者さんごっこ

お医者さんごっこ（おいしゃさんごっこ、Playing doctor）は児童が行う遊びの典型である「ごっこ遊び」の1つで、欧米ではとくに口語的に子供が互いの性器を診察しあうことを指す。 本来はそのような「診察」を行う口実として児童が医師と患者の役割をまねることから来ている言葉だが、そのような役割分担や演技が実際に行われているかどうかに関わらず、「お医者さんごっこ」は同様の行為を指す言葉として用いられている 。
フロイトの性愛理論によれば子供が性器への関心を持つことを通じて性差などを発見し、理解する「男根期」に「お医者さんごっこ」がみられ、また彼の理論ではこの時期に去勢コンプレックス、エディプスコンプレックスが生じるため「お医者さんごっこ」は単なる遊びに留まらない。
児童心理学の研究者の多くは、お医者さんごっこをおよそ3歳から6歳の子供が性的に発達する上でごく普通のステップだとみなしている（ただし、このごっこ遊びに自発的に参加し、年齢も離れていないことが条件としてつく）。しかし、親たちにとっては自分の子供がこういった行為にふけっていることに気づいて不快な思いをする原因ともなりうる。未熟ながらも性について知識を得るとともにそれが周囲の大人たちを恥ずかしがらせ困らせることができると理解しはじめるために、ごく幼い段階から「お医者さんごっこ」をするにまかせるわけにはいかないからである。性についての知識が欠けていることで悩む親に育児の専門家はしばしばそれを好機ととらえるようにと助言する。つまり落ち着いて、性差やプライバシーを学ばせ、他の子供のプライバシーを大切にすることを教えれば良いというのである。
ある種の性行為を名指すときにおどけてこの言葉を用いることもある。
玩具の聴診器や、ごっこ遊び用の「お医者さんセット」なども市販されており、それを用いる場合もある。